# Ji'an, Chongqing
Ji'an (kinesiska: 吉安) är en köping i sydvästra Kina. Den ligger i stadsdistriktet Yongchuan i storstadsområdet Chongqing, omkring 92 kilometer sydväst om det centrala stadsdistriktet Yuzhong. Antalet invånare är 20 978. Befolkningen består av 10 320 kvinnor och 10 658 män. Barn under 15 år utgör 23,0 %, vuxna 15-64 år 62 %, och äldre över 65 år 13,0 %.